# Góra Zborów
Góra Zborów, nazývaná také Berkowa Góra, je skalnatý kopec s nadmořskou výškou 462 m, který je na katastru obce Podlesice ve gmině Kroczyce v okrese Zawiercie ve Slezském vojvodství v jižním Polsku. Nachází se v krajinném parku Park Krajobrazowy Orlich Gniazd v geomorfologickém podcelku Wyżyna Częstochowska (Čenstochovská jura) patřící do pohoří Wyżyna Krakowsko-Częstochowska (Krakovsko-čenstochovská jura). Góra Zborów sousedící s kopcem Kołoczek a dalšími skalisky, tvoří dohromady cca 4 km dlouhou vápencovou skalní oblast Skały Kroczyckie. Je to významný krasový, horolezecký a speleologický terén Polska. Cenná je zde také příroda, která je pod přísnou ochranou přírodní rezervace Góra Zborów patřící do sítě Natura 2000 Ostoja Kroczycka. Spodní partie kopce jsou zalesněné a vrchní partie jsou bezlesé skály. Na vrcholu kopce jsou zbytky triangulační věže z období druhé světové války a také je zde populární vyhlídka. V západní části, na úpatí hory se nachází jeskyně Jaskinia Głęboka, která je za poplatek pro veřejnost přístupná.

## Legenda
Název Góra Zborów je spojován s legendou podle které se na tomto kopci shromážďovaly místní čarodějnice a na koštětech odlétaly na své sabaty v okolí.

## Další informace
Do nitra skal vedou turistické trasy Szlak Orlich Gniazd a Szlak Rzędkowicki.

## Galerie

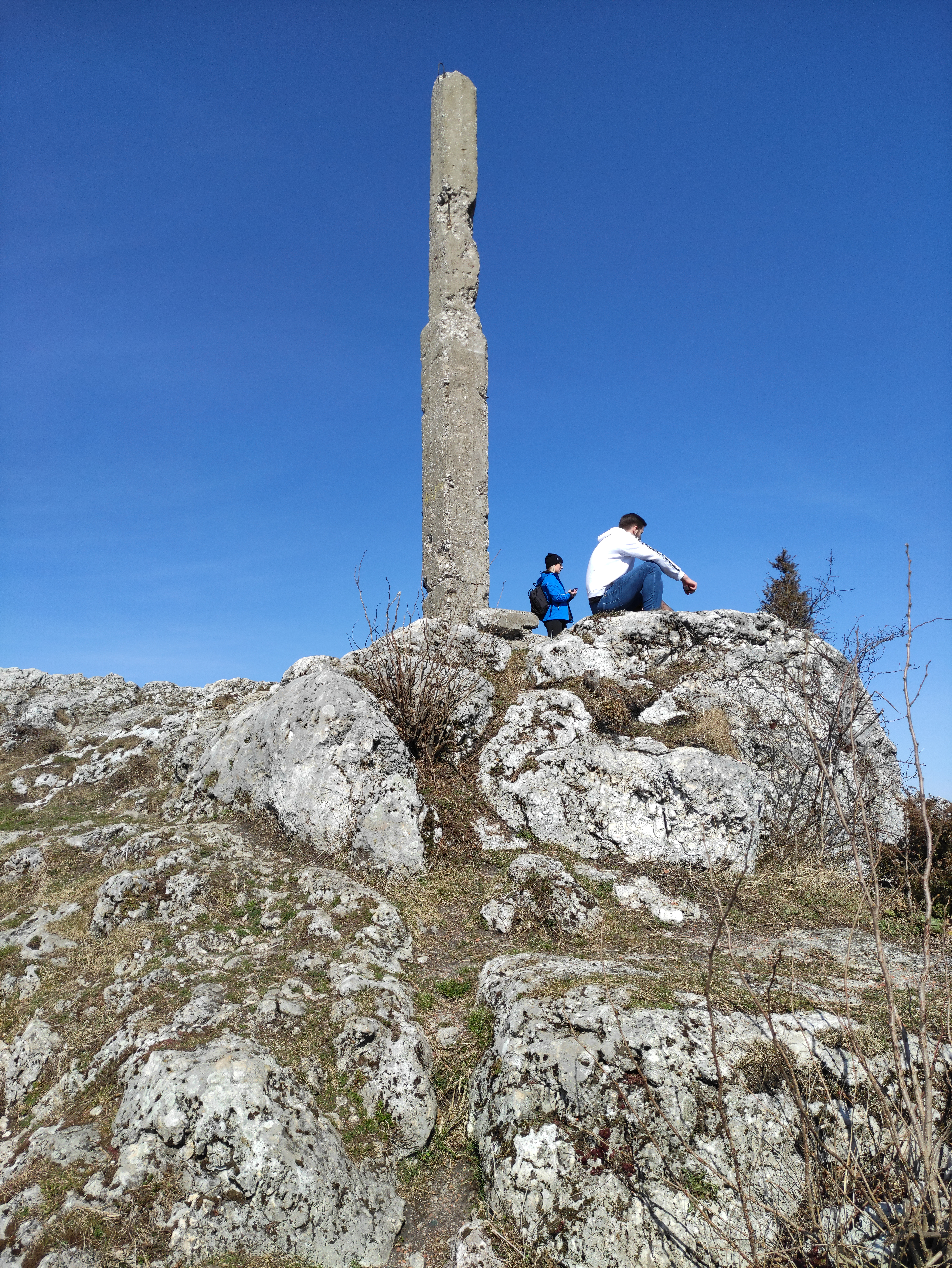
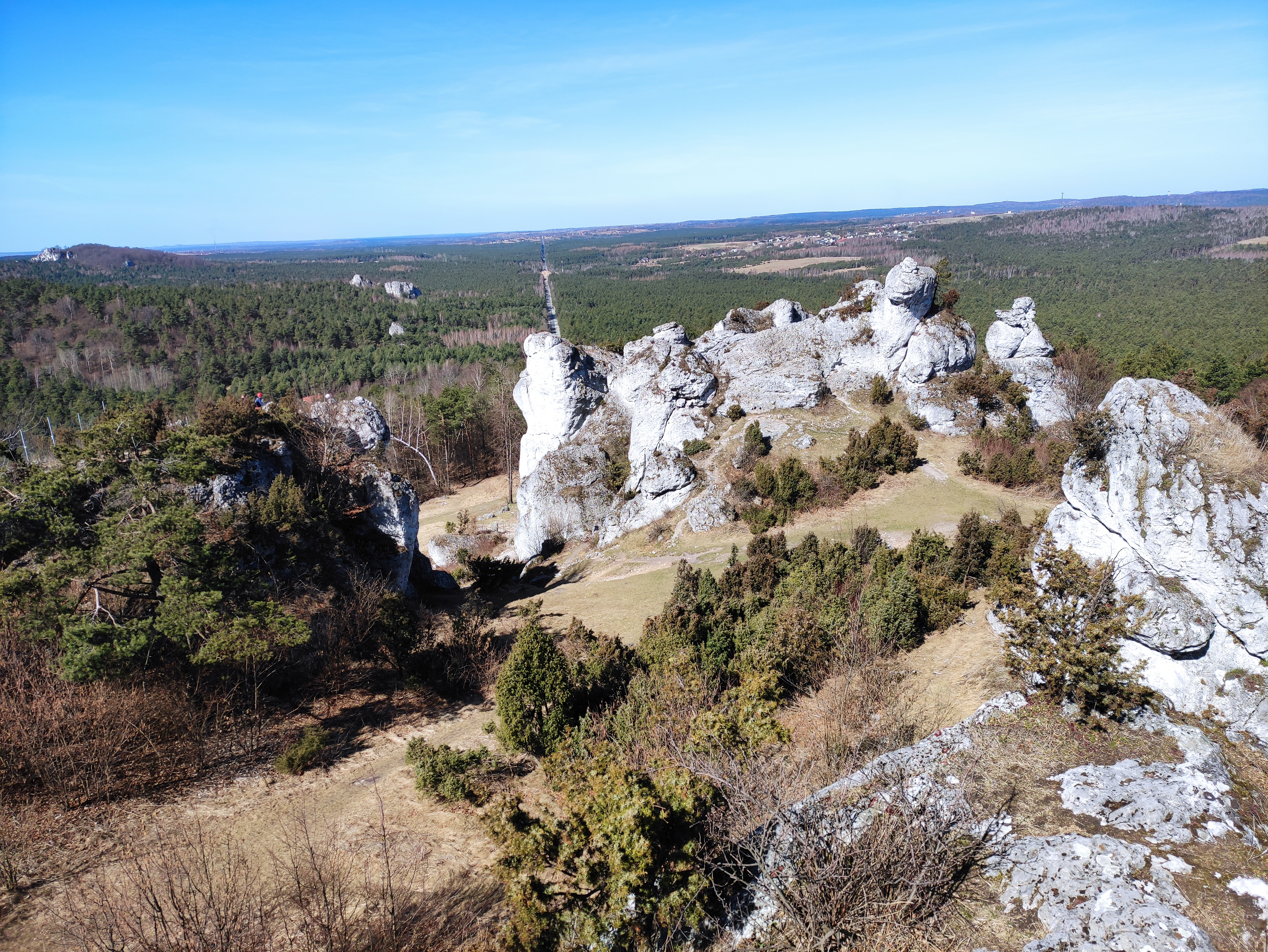
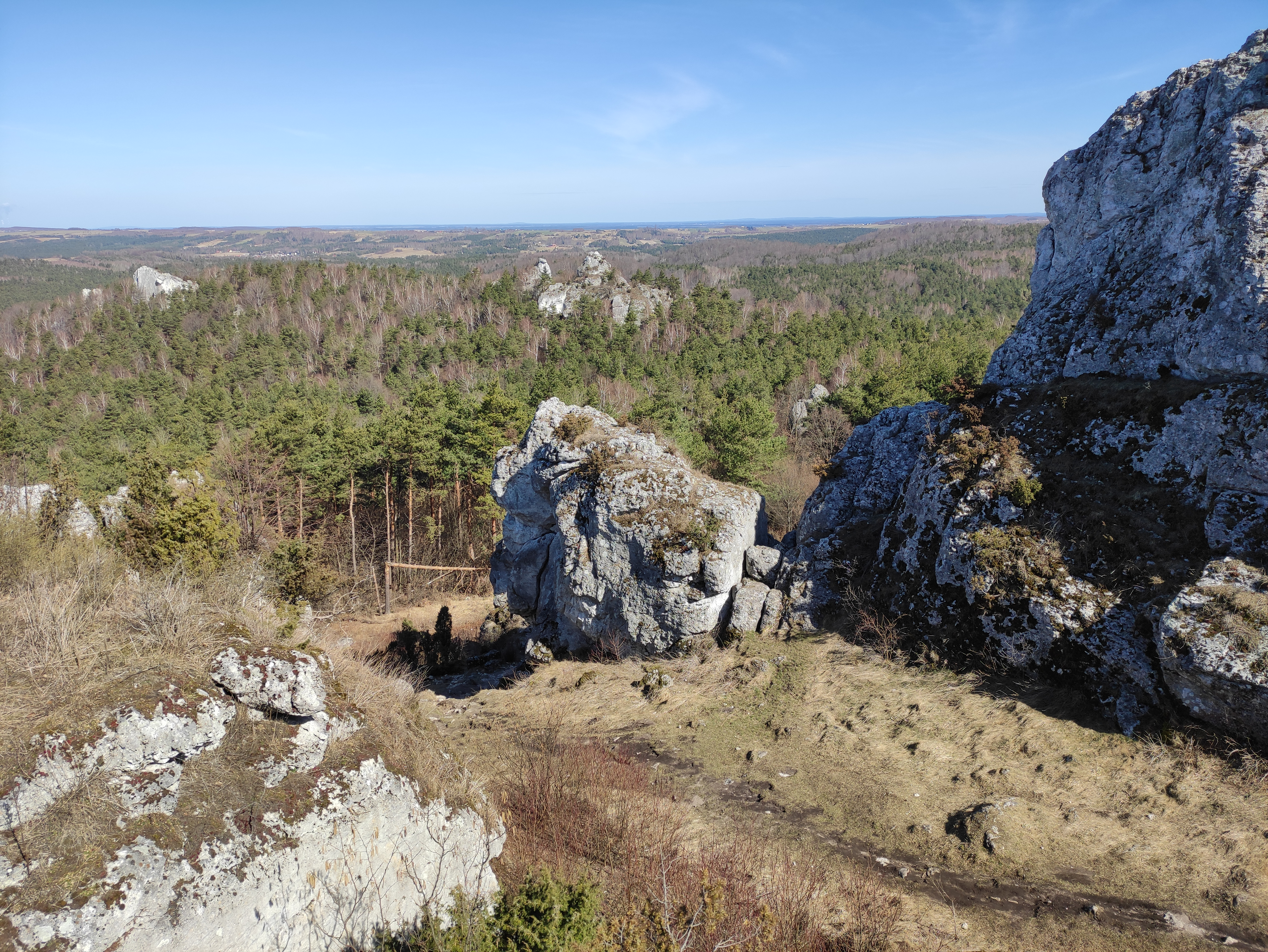
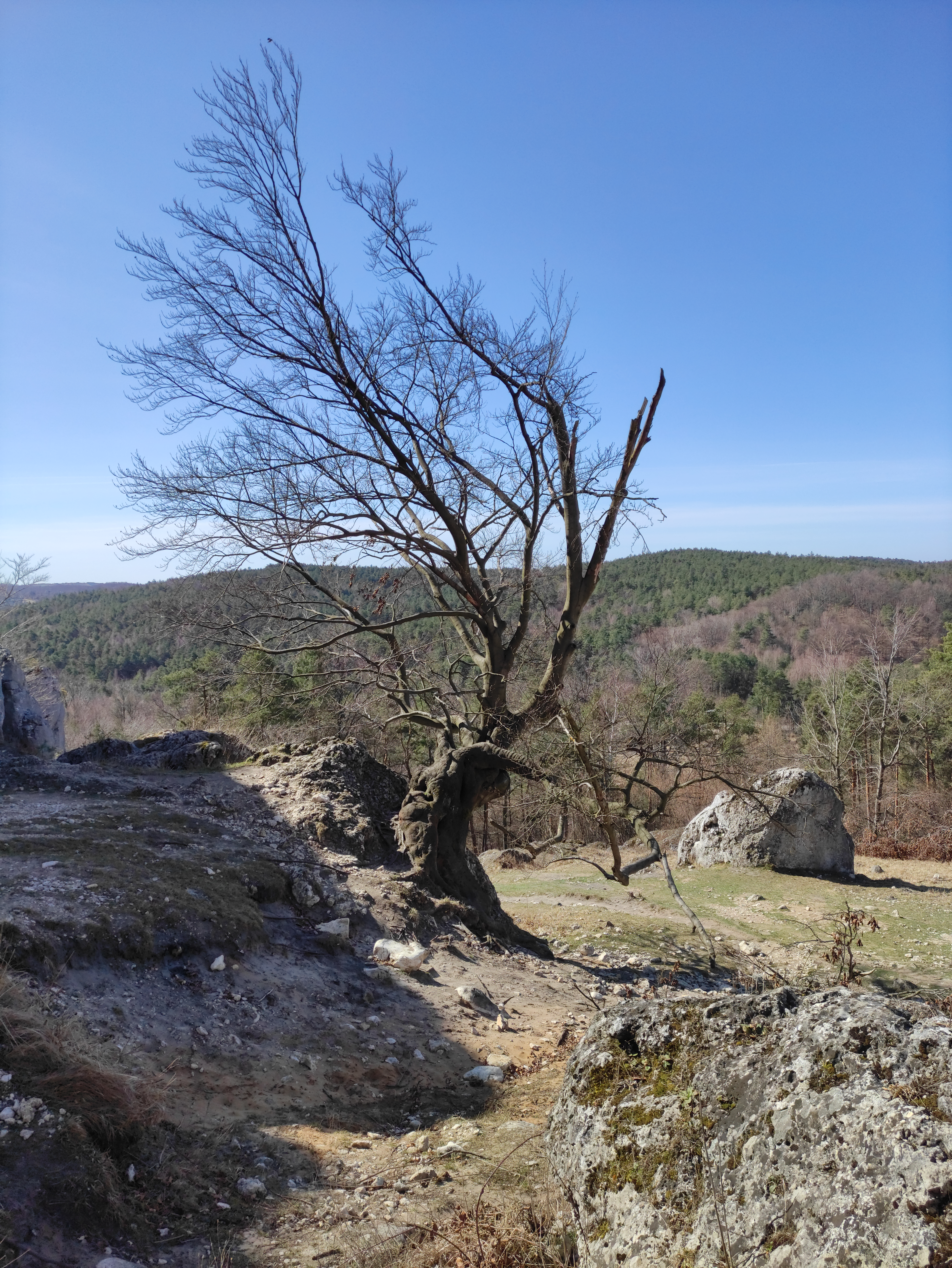
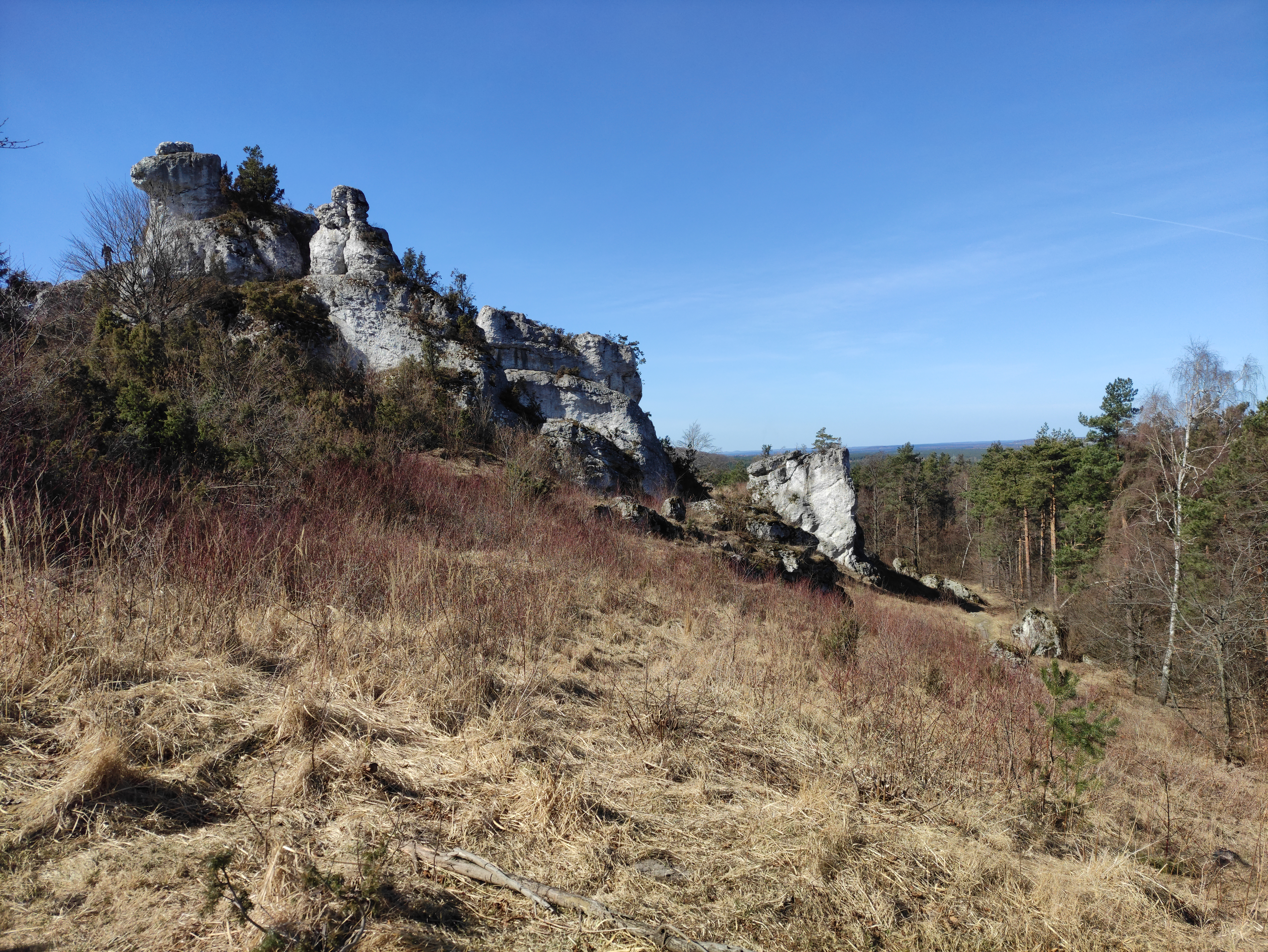
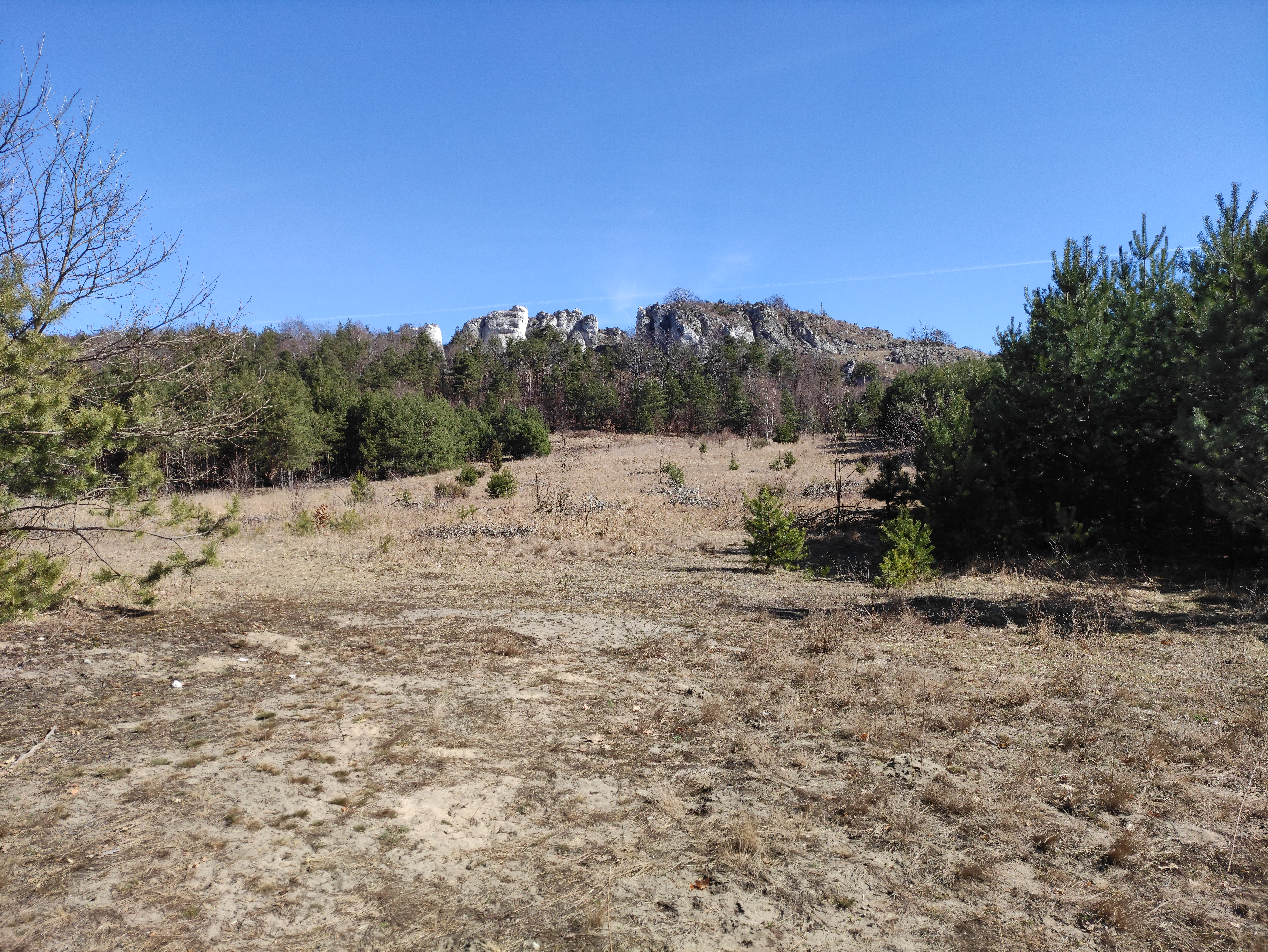
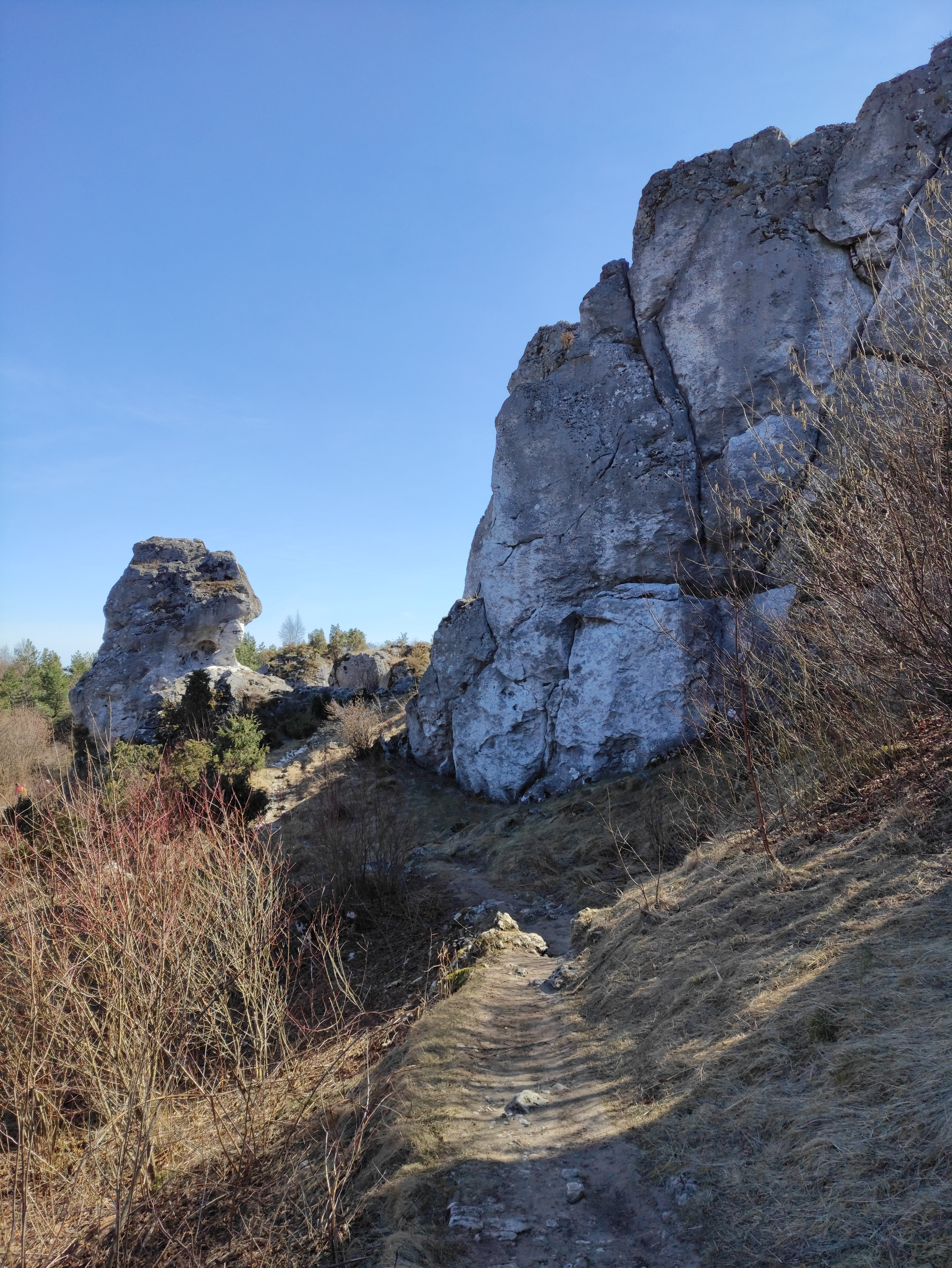